# Дом Н. А. Круминга
Дом Н. А. Круминга — деревянный дом начала XX века постройки по улице Красная в городе Люберцы Московской области. Памятник истории и культуры регионального значения. В настоящее время здание используется в качестве частной усадьбы с отелем и кафе, а также здесь разместилась резиденция фонда «Культурное наследие детям».

## История

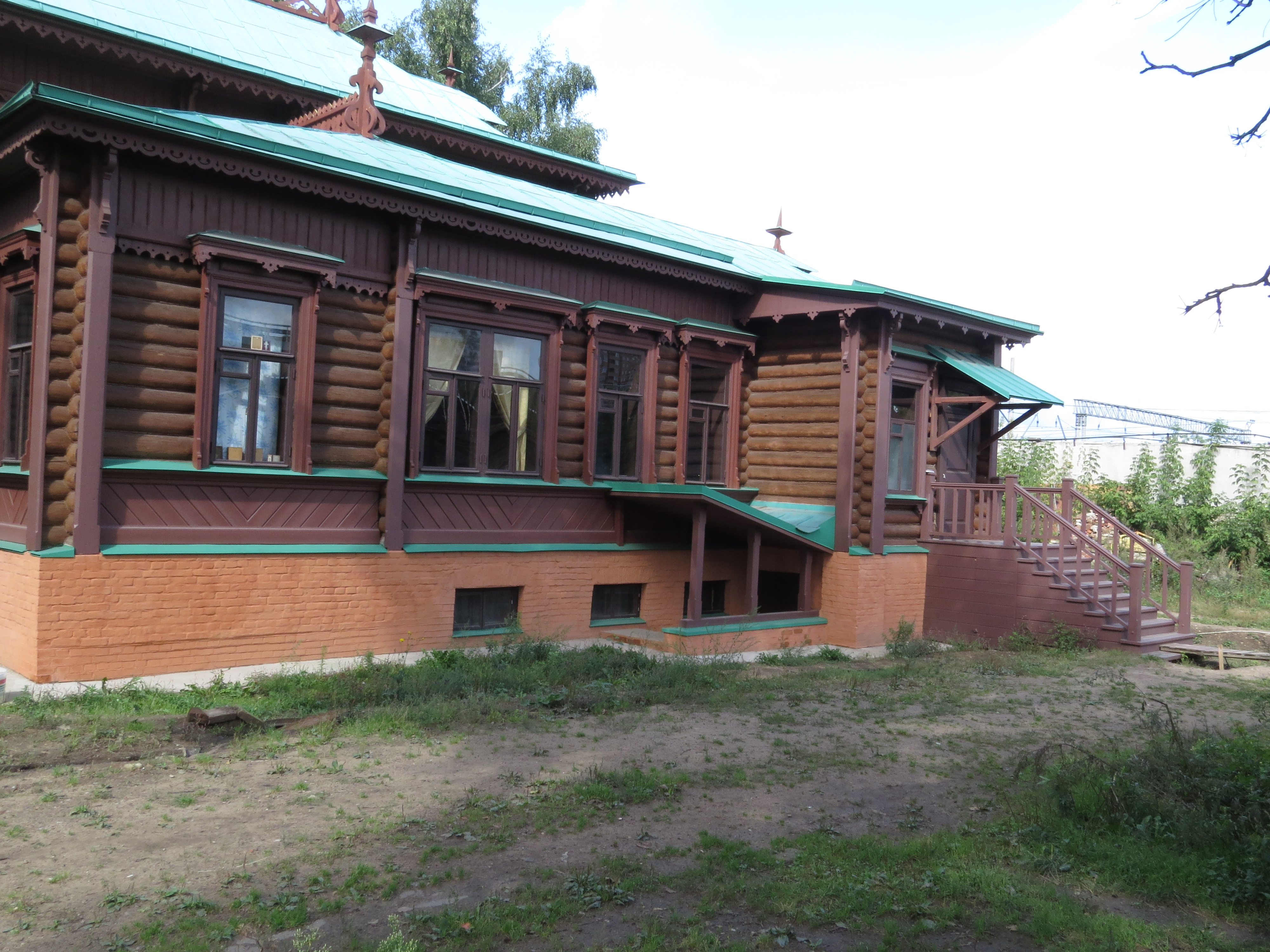
Крыльцо

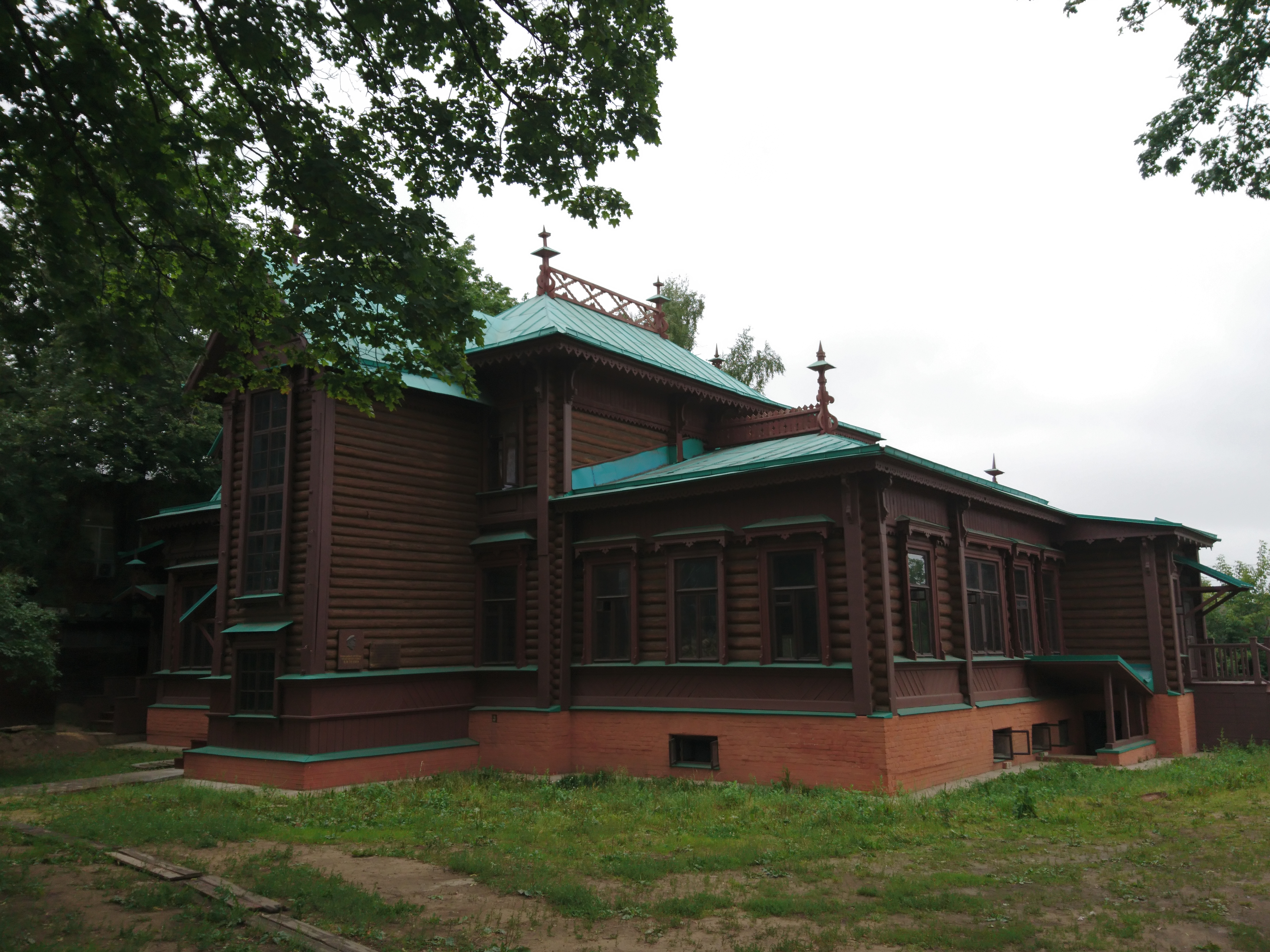
Общий вид дома

Дом Н. А. Круминга был возведён в начале XX века в Люберцах. Строительство закончилось 25 ноября 1902 года. 11 марта 1903 года были произведены осмотр и приёмка строения.
В 1910 году Люберецкий завод стал активом американского миллиардера С.Г.Мак-Кормика. В 1912 году руководить предприятием  назначен  Николай Августович Круминг. Именно он и поселился в деревянном доме с подвалом и мезонином.
После Октябрьской революции, примерно в 1920-1921 годах, В.И. Ленин стал посетителем дома управляющего Н.А. Круминга. Лидер пролетариата принял приглашение поучаствовать в охоте. Однако производство на предприятии постепенно сворачивалось, а весной 1923 года и вовсе остановилось. Сам Круминг покинул Россию, а осенью 1924 года предприятие и его помещения перешли государству. Дом некоторое время использовали под размещение детского учреждения ясли-сад.
С 1979 года в особняке бывшего началось создание филиала краеведческого музея. С 1979 по 1984 годы были проведены ремонтно-восстановительные работы. Изменена внутренняя планировка помещений.
Инициатива создания в этом строении филиала принадлежала директору краеведческого музея М. П. Изместьеву. Коллектив музея сумел собрать уникальную коллекцию материалов, подтверждающих приезд Владимира Ленина. В январе 1990 года решением Мособлисполкома строение было поставлено на государственную охрану в качестве объекта под названием «Дом Круминга Н. А., где в 1920-1921 гг. бывал В.И. Ленин».
В годы приватизации дом управляющего, ранее находившийся в собственности у завода, перешёл во владение города Люберцы. Филиал музея был ликвидирован, часть экспонатов  перевезены в Люберецкий краеведческий музей. Здание стало бесхозным, начались процессы ветшания и разрушения.
В таком неприглядном виде строение простояло до 2014 года, когда в открытом аукционе арендатором стала Галина Викторовна Ярыгина. Начались реставрационные работы и возрождение былой красоты здания в стиле модерн. От поздних лакокрасочных покрытий были очищены бревенчатые и кирпичные стены, после чего строители приступили к реставрации кирпичной кладки цоколя и стен подвала. На северном фасаде в соответствии с проектом была восстановлена деревянная терраса с ограждением и лестницей, крыльца и навесы. Новые инженерные системы были подведены к особняку. Восстановлена первоначальная внутренняя планировка.
В 2017 году работы по восстановлению дома были завершены. В настоящее время памятник представляет собой двухэтажный деревянный дом с мезонином и подвалом, общей площадью 434,8 квадратных метров.
В соответствии с охранными обязательствами объект используется в социальных и культурных целях. Здесь проводятся выставки изобразительного искусства, антиквариата, мебели XIX и XX века, а также другие событийные мероприятия.